# 17351 Pheidippos
A 17351 Pheidippos (ideiglenes jelöléssel 1973 SV) egy kisbolygó a Naprendszerben. Cornelis Johannes van Houten,  Ingrid van Houten-Groeneveld és Tom Gehrels fedezte fel 1973. szeptember 19-én.